# Château de Savoisy
Le château de Savoisy est un  château moderne rebâti à partir d'un édifice médiéval situé à Savoisy (Côte-d'Or) en Bourgogne-Franche-Comté.

## Localisation
Le château est situé au centre du village, rue du château.

## Architecture
Le château est actuellement composé de trois corps de bâtiments à un étage, en U autour d'une cour rectangulaire ouverte au sud par un portail percé dans la courtine. Le corps de logis, à l'est de la cour, est à un étage avec toit à croupe. La moitié sud est néogothique, la moitié nord est composée des bases de deux tours carrées et du massif d'entrée. Au nord, la tour qui flanque la porte à droite est arasée au-dessus du premier étage et son rez-de-chaussée est voûté. Le premier étage du corps de logis est ouvert d'une baie simple et d'une porte donnant sur le chemin de ronde de la courtine nord. Au sud de la porte, la base de la seconde tour possède une cave voûtée ouverte sur les fossés ; son rez-de-chaussée est également voûté. Le mur extérieur est ouvert d’une porte charretière en arc brisée associé à une porte piétonne rectangulaire. Le corps de logis, au nord de la porte, est composé d'un rez-de-chaussée et d'un étage et demi[réf. souhaitée].  
La courtine nord est doublée à l'intérieur d'un bâtiment dont la base pourrait être ancienne. On distingue encore les arrachements d'une tour à l'angle nord-ouest. À l'ouest, la cour est fermée par un bâtiment de commun à un étage, symétrique du corps de logis. Au rez-de-chaussée, la façade sur cour est percée de 4 petites baies à accolades et de plusieurs portes à accolades. La façade extérieure est percée de quatre canonnières. L'étage est ouvert de quatre portes pour entrer le fourrage. Le côté sud est fermé par une courtine ouverte en son centre d'une porte cochère moderne. Aux angles sud-est et sud-ouest on distinguent les arrachements de deux tours rondes ; la tour sud-est a conservé la trace de deux canonnières. Le bâtiment qui occupait le centre de la cour en 1609 a disparu[réf. souhaitée].